# Grande-Chartreuse

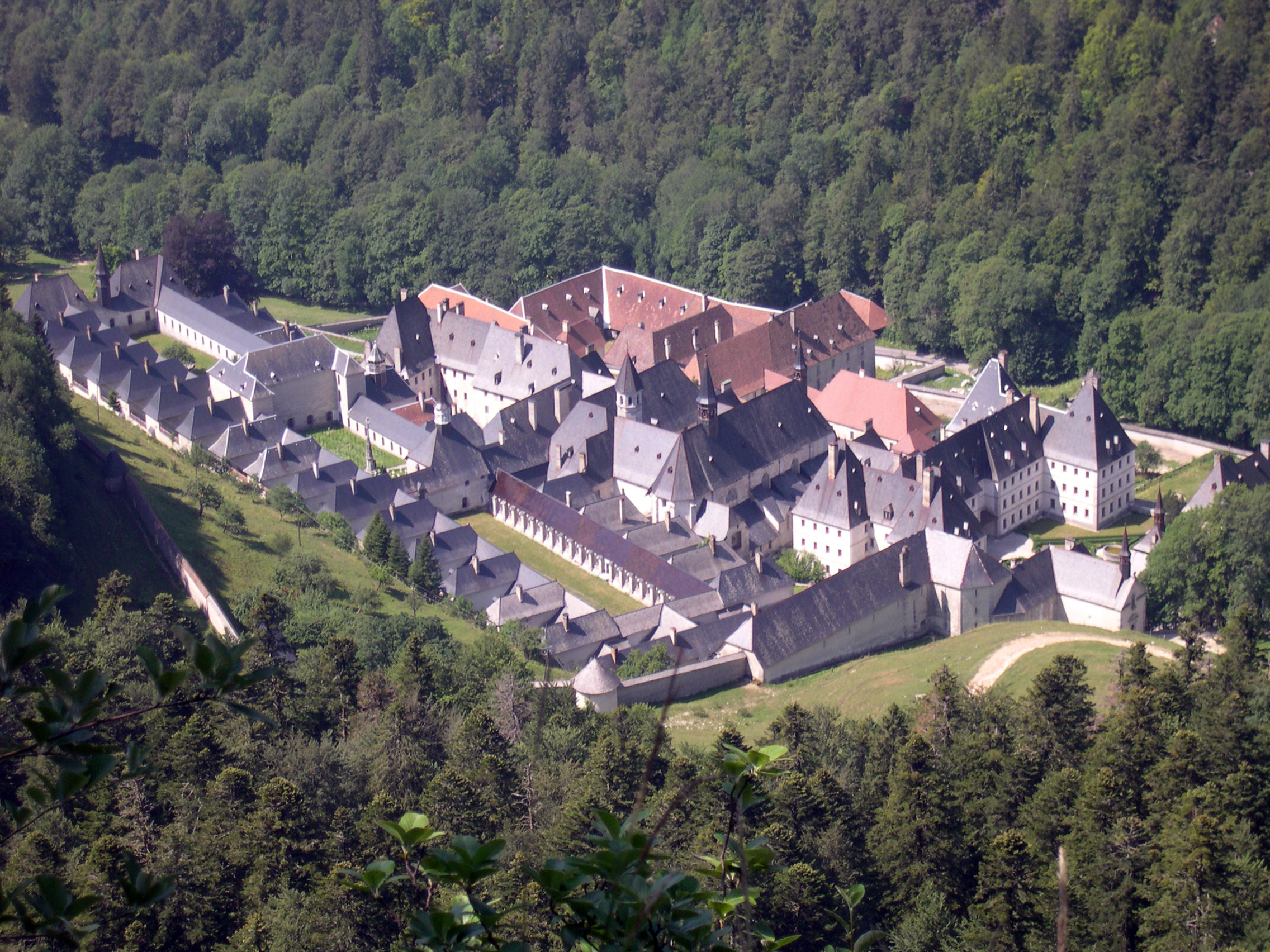
Grande Chartreuse

Grande Chartreuse är kartusianordens stamkloster, grundat 1084 av Bruno av Köln. Det ligger i en dal i alperna, nära Grenoble i sydöstra Frankrike. Ursprungliga klosterbyggnader från 1084 låg där kapellet Notre-Dame de Casalibus numera är beläget. 1132 raserades dåvarande kloster av en lavin. Återuppbyggandet av klostret skedde på den plats där nuvarande klosteranläggning finns. Mellan 1320 och 1676 brann klosteranläggningen åtta gånger.